# Robert Collin
Heinrich Robert Albert Collin (Bromberg (Duitsland), 27 mei 1832 – Amsterdam, 12 maart 1880) was een Nederlands dirigent van Duitse komaf.

## Achtergrond
Hij was zoon van muzikant Gottfried Collin en Henriëtte Wilhelmine Kampmann. Hij trouwde in 1859 met Anna Tobisch. Hun zoon Robert Collin (Robert Johan Carl Collin, 1863-1904) werd musicus op viool en altviool, diens dochter Darja Collin werd internationaal danseres. 

## Muziek
Hij bekleedde tussen 1851 en 1856 functies aan operagezelschappen en -theater in Gdańsk, Koningsbergen en Berlijn. In 1856 vestigde hij zich in Amsterdam en werd dirigent bij de Hoogduitse Opera aldaar. In 1859 hield dat orkest op te bestaan en werd Collin zang- en piano-onderwijzer. Daarnaast werd hij leider van de liedertafel "Eutonia", hij volgde Jan George Bertelman daarin op. Hetzelfde gebeurde later bij liedertafel "Oefening baart kunst" van Anton Berlijn. Hij was ten slotte ook leider van liedertafel "Euterpe". In die functies was hij ook betrokken bij de organisatie van zangersfeesten. In 1875 was hij mede-organisator met Frans Coenen, Richard Hol en anderen. Henri François Robert Brandts Buys volgde hem op als leider van "Oefening baart kunst".
Hij schijnt ook enige muziek geschreven te hebben, waaronder een ouverture en de toonzetting bij Oranje Meilied, naar een tekst van Joost van den Vondel van Joseph Alberdingk Thijm. Vermoedelijk haalde geen van zijn werken de drukkerij.
Bijna geheel muzikaal Amsterdam liep uit bij zijn begrafenisstoet naar begraafplaats Zorgvlied. Het Paleisorkest onder leiding van Gustaaf Adolf Heinze verzorgde de muziek. Ook Johannes Meinardus Coenen was aanwezig.